# سیارک ۶۹۸۳
سیارک ۶۹۸۳ (به انگلیسی: 6983 Komatsusakyo، نامگذاری:1993YC) شش هزار و نهصد و هشتاد و سومین سیارک کشف شده‌است که در ۱۷ دسامبر ۱۹۹۳ کشف شد.